# Pseudoplatylabus townesi
Pseudoplatylabus townesi là một loài tò vò trong họ Ichneumonidae.